# ГАЗ
ГАЗ (скраћено од рус. Горковский автомобильный завод) (Горковска аутофабрика) је совјетско и руско аутомобилско предузеће и крупни произвођач лаких аутомобила, лаких и тешких теретних возила, минибусева и војне технике. Поред тога је и истоимена марка возила. Фабрика се налази у Нижњем Новгороду (1932-1990 — Горки).
ГАЗ је основан 1932. године под називом Нижњеновгородска аутомобилска фабрика "В. М. Молотов" (рус. Нижегородский автомобильный завод имени В. М. Молотова). До 2005. године је постојао као засебно отворено акционарско друштво, а тада током реструктуре производње аутомобила и теретних возила постаје подружница. У августу 2009. године је у фабрици радило 27 000 људи.

## Награде и одликовања
|   | Орден Лењина (два пута)        |
|   | Орден Црвене заставе           |
|   | Орден Отаџбинског рата         |
| - | Награда "Златни Меркур" (1980) |